# Taguchi Ukichi

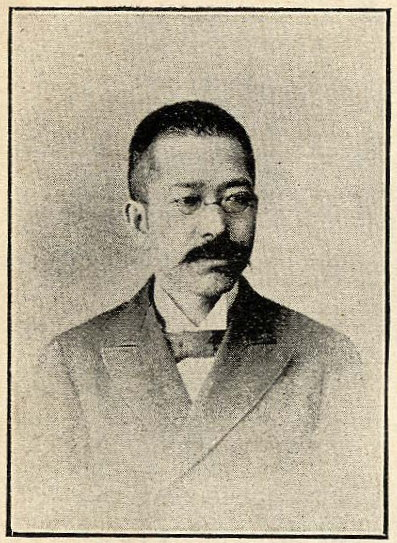
Taguchi Ukichi (Meiji jimbutsu hyōron (明治人物評論), 1898)

Taguchi Ukichi (japanisch 田口 卯吉, eigentlich: Taguchi Mitsu (田口 鉉), Gō: Teiken (鼎軒); geboren 12. Juni 1855 in Edo (heute: Tokio); gestorben 13. April 1905) war ein japanischer Ökonom, Kulturhistoriker und Politiker.

## Leben und Wirken
Taguchi Ukichi wurde in Edo als zweiter Sohn von Taguchi Kashirō (田口 樫郎), dem Go-kenin des Shoguns, geboren. Er verlor früh seinen Vater und älteren Bruder und wuchs in bitterer Armut auf. Als nach der Meiji-Restauration die Tokugawa-Familien in die Präfektur Shizuoka umziehen musste, kam er nach Numazu und lernte auf der dortigen Militärschule Militärwesen nach französischer Art. Er sollte dann Medizin studieren, ging nach Tokio, war aber mit der Ausbildung an der Vorbereitungsschule der Universität Tokio nicht zufrieden und brach das Studium ab.
1872 trat er in das Übersetzungsbüro des Finanzministeriums ein. Dort wurde er mit der Übersetzung westlicher Bücher beauftragt und nahm die Gelegenheit wahr, Wirtschaftswissenschaft zu studieren. Während er sich mit Übersetzungen beschäftigte, schrieb er Beiträge zur politische Theorie und zur Wirtschaftstheorie in verschiedenen Zeitungen. 1877 beteiligte er sich an der Ōmeisha, einer Gesellschaft, die von Numa Morikazu und anderen gegründet worden war. Im selben Jahr veröffentlichte er den ersten Band von Nihon kaika shōshi (日本開化小史 ‚Kurzgefasste Geschichte der Aufklärung in Japan‘), mit der er bekannt wurde.
1878 zog sich Taguchi aus der Regierung zurück und brachte im Januar 1879 das Magazin Tōkyō keizai zasshi (東京経済雑誌 ‚Tokioter Wirtschaftsmagazin‘) heraus. Vorlage war das britische Wirtschaftsmagazin Economist. Das Magazin wurde zunächst von Shibusawa Eiichis Takuzenkai (択善会) unterstützt, wurde später aber davon unabhängig. Im Tōkyō keizai zasshi wurden liberale Wirtschaftstheorien und Finanztheorien entwickelt, um die Politik und die Geschäftswelt zu beeinflussen. Verschiedene Wirtschaftsstatistiken und Marktbedingungen wurden veröffentlicht, um das rationale ökonomischen Denkens zu schulen. Bekannt ist insbesondere die Auseinandersetzung 1880 mit der Zeitung Tōkai keizai shimpō (東海経済新報 ‚Östliche Wirtschaftszeitung‘) des konservativen Inukai Tsuyoshi.
1882 nahm er als Gast an der von der Liberalen Partei ins Leben gerufenen Jiyū Shimbun (自由新聞 ‚Liberale Zeitung‘) teil und betreute die Wirtschaftsredaktion. Darüber hinaus beteiligte er sich der Gründung der Eisenbahngesellschaft Ryōmo Tetsudō K.K. (両毛鉄道株式会社) und gründete zur Erschließung der südjapanischen Inseln das Handelsunternehmen Nantō shōkai (南島商会) – erfolgreich war er damit nicht.
Taguchis Interesse an Wirtschaftstheorie erstreckte sich auch auf ihre Geschichte, für die er 1891 die Zeitschrift Shikai (史海) in Umlauf brachte. Ein Beitrag, den er 1892 veröffentlichte, Shintō wa saiten no kozoku (神道は祭天の古俗 ‚Shintō ist die Aufwertung eines alten Brauches‘) von dem Geschichtswissenschaftler Kume Kunitake, wurde von staatlicher Seite kritisiert: Kume verlor daraufhin seine Professur an der Universität Tokio.
Die Veröffentlichung von Kokushi Daikei (国史大系) – etwa „Das Wesentliche der Staatgeschichte“, einer umfangreichen Sammlung historischer Materialien, und die von Gunsho Ruijū waren ein wesentlicher Beitrag Taguchis zur Weiterentwicklung der Geschichtswissenschaft.
Seit seiner ersten Wahl im Jahr 1894 war er bis zu seinem Tod Mitglied des Unterhauses und politisch aktiv. Seine Reden zeigten liberales Denken. Er war ein Kommentator zur Wirtschaftstheorie und den politischen Theorien, die die Meiji-Zeit repräsentierten. Sein Werk liegt in den acht Bänden Teiken Taguchi Ukichi zenshū (鼎軒田口卯吉全集) vor.